# Dean Crawford
Pour les articles homonymes, voir Crawford.
Dean Crawford, né le 28 février 1958 à Victoria (Colombie-Britannique) et mort le 6 décembre 2023, est un rameur d'aviron canadien. 

## Carrière
Dean Crawford participe aux Jeux olympiques de 1984 à Los Angeles et remporte la médaille d'or avec le huit canadien composé de Blair Horn, Michael Evans, Paul Steele, Grant Main, Mark Evans, Kevin Neufeld, Pat Turner et Brian McMahon.
Dean Crawford meurt le 6 décembre 2023 à l'âge de 65 ans.